# Britt Bongaerts
Britt Bongaerts, född 3 november 1996, är en nederländsk volleybollspelare (passare). Hon spelar (2022) för Allianz MTV Stuttgart och seniorlandslaget. Tidigare har hon spelat för Wealth Planet Perugia Volley,  ŁKS Łódź, SSC Palmberg Schwerin, Ladies in Black Aachen, USC Münster, Eurosped och Team 22.